# Hypocalymma connatum
Hypocalymma connatum là một loài thực vật có hoa trong Họ Đào kim nương. Loài này được Strid & Keighery mô tả khoa học đầu tiên năm 2002.